# کلپورگان
کلپورگان، روستایی در دهستان حومه بخش مرکزی شهرستان سراوان در استان سیستان و بلوچستان ایران است.
روستای کلپورگان در ۲۵ کیلومتری شرق شهرستان سراوان و ۳۵۰ کیلومتری زاهدان، واقع شده‌است.

## ویژگی‌ها

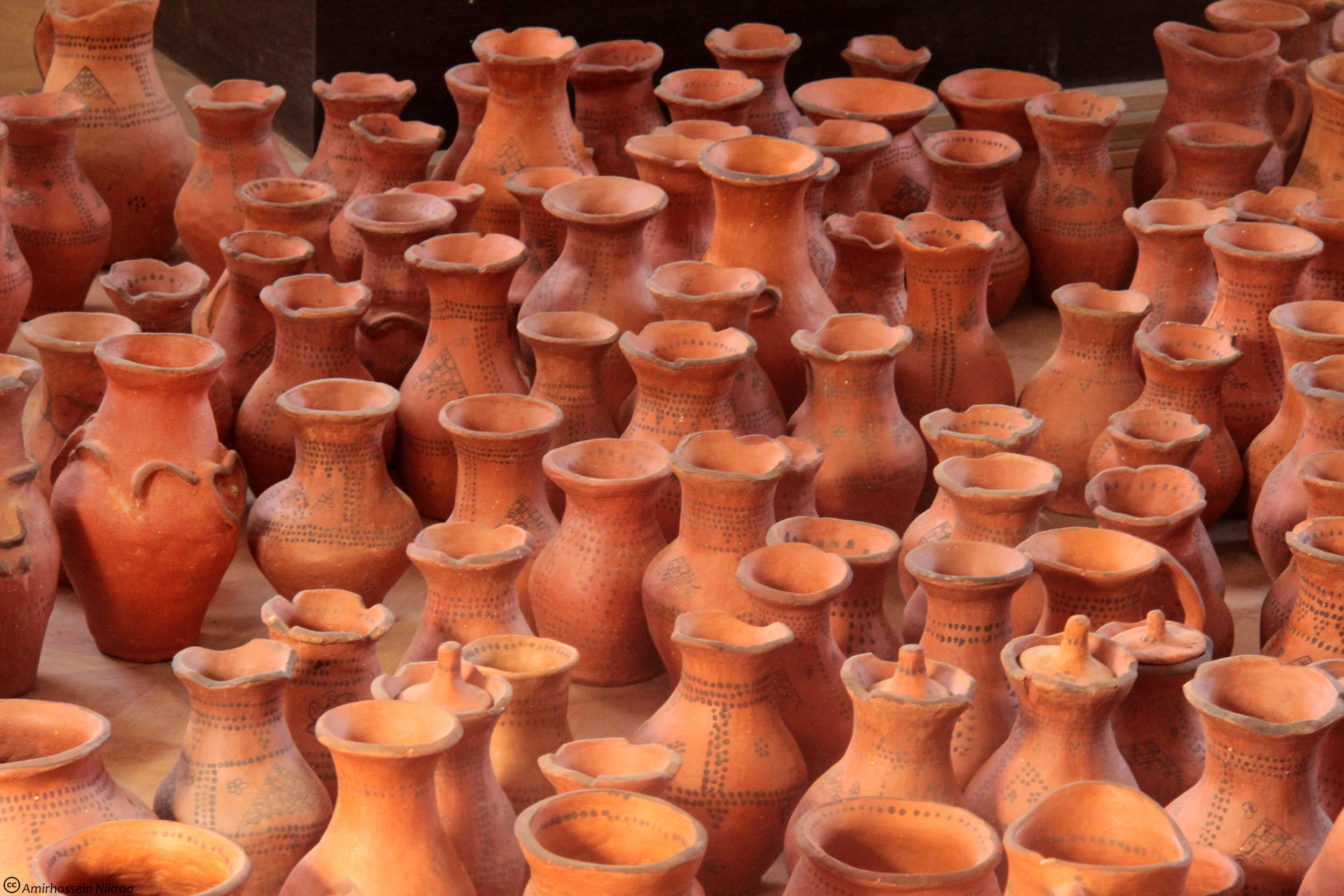
سفال‌های کهن کلپورگان

موزه زنده سفال کلپورگان تنها موزه زنده سفال در جهان است که قدمت آن به ۷ هزار سال پیش بر می‌گردد. آنچه توجه جهانیان را به سفال کلپورگان جلب کرده، ساخت سفال بدون استفاده از چرخ سفالگری است به گونه ای که تمام سفالینه‌ها با روش‌های سنتی ابتدایی و توسط زنان بلوچ انجام می‌شود.
این هنر در طول تاریخ بدون هیچ تغییری در شیوه ساخت و نوع مواد اولیه سینه به سینه به نسل‌های بعد منتقل شده‌است و سفالگران به همان شیوه سنتی قدیمی آثار هنری خلق می‌کنند.

### مختصات سفال کلپورگان
آنچه سفالگری کلپورگان را متمایز کرده ویژگی‌های منحصر به فرد آن است به گونه ای که در ساخت سفال تمام مراحل ظریف سفالگری به وسیله زنان بلوچ و به روش سنتی و دستی انجام می‌گیرد و مردان فقط کارهایی مثل حمل خاک رس از معدن مسکوتان واقع در دو تا سه کیلومتری کارگاه، آماده کردن گل و پختن سفال را انجام می‌دهند.
طرح‌ها و نقش‌های سفال کلپورگان نیز کاملاً هندسی و تداعی نقش‌های باستانی است، تزیینات روی سفالینه‌ها با نمادهای تجریدی است که از نسلی به نسل دیگر به یادگار مانده و حکایت از راز و رمز و خواهش‌های روحی و درونی هنرمند از محیط اطراف و اعتقادات و باورهای او دارد و اغلب نمادها شبیه به نقوش سفال‌های ماقبل تاریخ و آغاز دوره تاریخی است.
در این سفالینه‌ها لعاب به کار نمی‌رود بلکه برای تزیین و نقاشی از سنگ «تیتوک» استفاده می‌شود، این سنگ در منطقه تپه آچار در کهوران مهرستان یافت می‌شود و رنگ آن معمولاً قهوه ای یا سیاه بوده، این سنگ نوعی سنگ منگنز است و رنگی که از آن به دست می‌آید قهوه‌ای است.
از نکات جالب دربارهٔ این سفال می‌توان به دسته آن‌ها اشاره کرد به طوری که این دسته‌ها بر خلاف سفال‌های امروزی دیرتر از بخش‌های دیگر سفال می‌شکنند.
سفال کلپورگان به شکل کاسه، کوزه، جام، قندان، قدح، پارچ و لیوان، قلک و … ساخته می‌شود و اغلب ظرف‌های ساخته شده آن نیز دارای سرپوش است که گاه خود به عنوان ظرفی مستقل مورد استفاده قرار می‌گیرد.
مرداد ماه ۱۳۹۶ ارزیابان سازمان یونسکو به منظور بررسی ظرفیت‌های روستای «کلپورگان» به عنوان نخستین روستای نامزد شده ایران برای ثبت جهانی وارد این روستا شدند. و بعد از داوری یک ماه بعد به عنوان میراث ارزشمند موزه زنده سفال ثبت جهانی شد. در آذر ماه ۱۳۹۶ و در جشن ثبت جهانی این روستا، رئیس منطقه‌ای شورای جهانی آسیا و اقیانوسیه و معاونش لوح ثبت روستای سفالگری کلپورگان به عنوان نخستین روستای جهانی منطقه آسیا و اقیانوسیه را به مسوولان و مردم سیستان و بلوچستان واگذار کردند

## جمعیت
بر پایه سرشماری عمومی نفوس و مسکن در سال ۱۳۹۵، جمعیت این روستا برابر با ۶۲۱ نفر (۱۶۸ خانوار) بوده‌است.